# Mitaka Plus
Mitaka Plus（ミタカプラス）とは、かつて日本の国立天文台4次元デジタル宇宙プロジェクトが開発していたオープンソースソフトウェア「Mitaka」を元に開発された、仮想宇宙空間シミュレーションソフトウェアである。元・国立天文台4次元デジタル宇宙プロジェクトに所属していた高幣俊之（現・独立行政法人理化学研究所所属）が、個人として開発・配布を行なっている。Mitakaに様々な機能拡張が行なわれている他、Windows版だけでなくMac OS X版も公開されている。また有償版のMitaka Proがある。

## 歴史
- 2007年5月31日 - Windows版とMac OS X版の最初のバージョンが、ともに公開。

## バージョン

### Windows版
| バージョン No. | リリース日     | 備考     |
| -------------- | -------------- | -------- |
| 1.0.0          | 2007年5月31日  | 公開開始 |
| 1.1.0          | 2007年8月13日  |          |
| 1.2.0β         | 2007年10月12日 |          |
| 1.2.0          | 2007年11月15日 |          |
| 1.3.0          | 2007年12月23日 |          |
| 1.3.1          | 2008年1月8日   |          |

### Mac版
| バージョン No. | リリース日    | 備考     |
| -------------- | ------------- | -------- |
| 1.0.0          | 2007年5月31日 | 公開開始 |

## 関連書籍
- 『パソコンで3D宇宙ツアー』阿久津良和、永田一八、澤村徹/著（毎日コミュニケーションズ、2007年12月）
- 『宇宙を体験!Mitaka & Mitaka Plus入門』澤村徹、永田一八/著（翔泳社、2009年7月）